# Публије Корнелије Сципион (конзул 218. п. н. е.)
Публије Корнелије Сципион (? – 211. п. н. е.) био је римски војсковођа и политичар из доба Другог пунског рата.
Потицао је из угледне породице Корнелијеваца. Његов дед Луције Корнелије Сципион Барбат је био конзул 298. п. н. е., а отац Луције Корнелије Сципион је био конзул у доба Првог пунског рата, исто као и стриц Гнеј Корнелије Сципион Асина. Старији брат Гнеј Корнелије Сципион Калво је изабран за конзула 221. п. н. е.
Публије је за конзула изабран на самом почетку рата. Заједно с војском је године 218. п. н. е. отпловио из Пизе за Масилију како би препречио пут Ханибаловој војсци која је кроз Галију напредовала према Италији. Чувши да се Ханибал ипак пробио према Алпама, сместа се повукао назад у Италију. Тамо су се његове снаге први пут судариле с Ханибалом у код Тицина. Битка је завршила поразом, а Сципион је рањен. Нешто касније се Сципионова војска удружила с војском колеге Тиберија Семпронија Лонга. Док је опрезни Сципион хтео избећи нову битку, Семпроније је на њој инсистирао што је довело до новог пораза, овог пута код Требије.
Упркос два пораза, Сципион је сачувао углед у римској јавности, те му је поверена команда над војском која је послата у Шпанију како би се придружила Гнејевој војсци која је нападала картагинске територије. Публије и Гнеј су тамо низали успехе, док су Римљани у самој Италији трпели поразе. Публије је, међутим, године 211. п. н. е. убијен у бици на горњем Бетису.
Публије је познат као отац Сципиона Африканца.